# Главы военных ведомств СССР
Ниже представлен список глав военных ведомств Союза Советских Социалистических Республик. Воинская должность в различные годы называлась по-разному, как и высший орган военного управления, отвечающего за оборону государства. Воинские звания руководителей военных ведомств представлены на момент ухода с соответствующей должности.
| Народные комиссары по военным и морским делам СССР | Народные комиссары по военным и морским делам СССР | Народные комиссары по военным и морским делам СССР  | Народные комиссары по военным и морским делам СССР  | Народные комиссары по военным и морским делам СССР | Народные комиссары по военным и морским делам СССР | Народные комиссары по военным и морским делам СССР | Народные комиссары по военным и морским делам СССР |
| Портрет                                            | Портрет                                            | Имя                                                 | Имя                                                 | Сроки пребывания в должности                       | Сроки пребывания в должности                       | Звание                                             | Звание                                             |
|                                                    |                                                    | Лев Давидович Троцкий                               | Лев Давидович Троцкий                               | 12 ноября 1923 — 26 января 1925                    | 12 ноября 1923 — 26 января 1925                    | —                                                  | —                                                  |
|                                                    |                                                    | Михаил Васильевич Фрунзе                            | Михаил Васильевич Фрунзе                            | 26 января — 31 октября 1925                        | 26 января — 31 октября 1925                        | —                                                  | —                                                  |
|                                                    |                                                    | Климент Ефремович Ворошилов                         | Климент Ефремович Ворошилов                         | 6 ноября 1925 — 20 июня 1934                       | 6 ноября 1925 — 20 июня 1934                       | —                                                  | —                                                  |
| Народные комиссары обороны СССР                    | Народные комиссары обороны СССР                    | Народные комиссары обороны СССР                     | Народные комиссары обороны СССР                     | Народные комиссары обороны СССР                    | Народные комиссары обороны СССР                    | Народные комиссары обороны СССР                    | Народные комиссары обороны СССР                    |
| Портрет                                            | Портрет                                            | Имя                                                 | Имя                                                 | Сроки пребывания в должности                       | Сроки пребывания в должности                       | Звание                                             | Звание                                             |
|                                                    |                                                    | Климент Ефремович Ворошилов                         | Климент Ефремович Ворошилов                         | 20 июня 1934 — 7 мая 1940                          | 20 июня 1934 — 7 мая 1940                          | Маршал Советского Союза                            | Маршал Советского Союза                            |
|                                                    |                                                    | Семён Константинович Тимошенко                      | Семён Константинович Тимошенко                      | 7 мая 1940 — 19 июля 1941                          | 7 мая 1940 — 19 июля 1941                          | Маршал Советского Союза                            | Маршал Советского Союза                            |
|                                                    |                                                    | Иосиф Виссарионович Сталин                          | Иосиф Виссарионович Сталин                          | 19 июля 1941 — 25 февраля 1946                     | 19 июля 1941 — 25 февраля 1946                     | Генералиссимус Советского Союза                    | Генералиссимус Советского Союза                    |
| Народные комиссары военно-морского флота СССР      | Народные комиссары военно-морского флота СССР      | Народные комиссары военно-морского флота СССР       | Народные комиссары военно-морского флота СССР       | Народные комиссары военно-морского флота СССР      | Народные комиссары военно-морского флота СССР      | Народные комиссары военно-морского флота СССР      | Народные комиссары военно-морского флота СССР      |
| Портрет                                            | Портрет                                            | Имя                                                 | Имя                                                 | Сроки пребывания в должности                       | Сроки пребывания в должности                       | Звание                                             | Звание                                             |
|                                                    |                                                    | Пётр Александрович Смирнов                          | Пётр Александрович Смирнов                          | 30 декабря 1937 — 30 июня 1938                     | 30 декабря 1937 — 30 июня 1938                     | Армейский комиссар 1-го ранга                      | Армейский комиссар 1-го ранга                      |
|                                                    |                                                    | Михаил Петрович Фриновский                          | Михаил Петрович Фриновский                          | 8 сентября 1938 — 20 марта 1939                    | 8 сентября 1938 — 20 марта 1939                    | Командарм 1-го ранга                               | Командарм 1-го ранга                               |
|                                                    |                                                    | Николай Герасимович Кузнецов                        | Николай Герасимович Кузнецов                        | 28 апреля 1939 — 25 февраля 1946                   | 28 апреля 1939 — 25 февраля 1946                   | Адмирал флота                                      | Адмирал флота                                      |
| Народный комиссар Вооружённых Сил СССР             | Народный комиссар Вооружённых Сил СССР             | Народный комиссар Вооружённых Сил СССР              | Народный комиссар Вооружённых Сил СССР              | Народный комиссар Вооружённых Сил СССР             | Народный комиссар Вооружённых Сил СССР             | Народный комиссар Вооружённых Сил СССР             | Народный комиссар Вооружённых Сил СССР             |
| Портрет                                            | Портрет                                            | Имя                                                 | Имя                                                 | Сроки пребывания в должности                       | Сроки пребывания в должности                       | Звание                                             | Звание                                             |
|                                                    |                                                    | Иосиф Виссарионович Сталин                          | Иосиф Виссарионович Сталин                          | 25 февраля — 15 марта 1946                         | 25 февраля — 15 марта 1946                         | Генералиссимус Советского Союза                    | Генералиссимус Советского Союза                    |
| Министры Вооружённых Сил СССР                      | Министры Вооружённых Сил СССР                      | Министры Вооружённых Сил СССР                       | Министры Вооружённых Сил СССР                       | Министры Вооружённых Сил СССР                      | Министры Вооружённых Сил СССР                      | Министры Вооружённых Сил СССР                      | Министры Вооружённых Сил СССР                      |
| Портрет                                            | Портрет                                            | Имя                                                 | Имя                                                 | Сроки пребывания в должности                       | Сроки пребывания в должности                       | Звание                                             | Звание                                             |
|                                                    |                                                    | Иосиф Виссарионович Сталин                          | Иосиф Виссарионович Сталин                          | 15 марта 1946 — 3 марта 1947                       | 15 марта 1946 — 3 марта 1947                       | Генералиссимус Советского Союза                    | Генералиссимус Советского Союза                    |
|                                                    |                                                    | Николай Александрович Булганин                      | Николай Александрович Булганин                      | 3 марта 1947 — 24 марта 1949                       | 3 марта 1947 — 24 марта 1949                       | Маршал Советского Союза                            | Маршал Советского Союза                            |
|                                                    |                                                    | Александр Михайлович Василевский                    | Александр Михайлович Василевский                    | 24 марта 1949 — 25 февраля 1950                    | 24 марта 1949 — 25 февраля 1950                    | Маршал Советского Союза                            | Маршал Советского Союза                            |
| Военный министр СССР                               | Военный министр СССР                               | Военный министр СССР                                | Военный министр СССР                                | Военный министр СССР                               | Военный министр СССР                               | Военный министр СССР                               | Военный министр СССР                               |
| Портрет                                            | Портрет                                            | Имя                                                 | Имя                                                 | Сроки пребывания в должности                       | Сроки пребывания в должности                       | Звание                                             | Звание                                             |
|                                                    |                                                    | Александр Михайлович Василевский                    | Александр Михайлович Василевский                    | 25 февраля 1950 — 15 марта 1953                    | 25 февраля 1950 — 15 марта 1953                    | Маршал Советского Союза                            | Маршал Советского Союза                            |
| Военно-морские министры СССР                       | Военно-морские министры СССР                       | Военно-морские министры СССР                        | Военно-морские министры СССР                        | Военно-морские министры СССР                       | Военно-морские министры СССР                       | Военно-морские министры СССР                       | Военно-морские министры СССР                       |
| Портрет                                            | Портрет                                            | Имя                                                 | Имя                                                 | Сроки пребывания в должности                       | Сроки пребывания в должности                       | Звание                                             | Звание                                             |
|                                                    |                                                    | Иван Степанович Юмашев                              | Иван Степанович Юмашев                              | 25 февраля 1950 — 20 июля 1951                     | 25 февраля 1950 — 20 июля 1951                     | Адмирал                                            | Адмирал                                            |
|                                                    |                                                    | Николай Герасимович Кузнецов                        | Николай Герасимович Кузнецов                        | 20 июля 1951 — 15 марта 1953                       | 20 июля 1951 — 15 марта 1953                       | Вице-адмирал                                       | Вице-адмирал                                       |
| Министры обороны СССР                              | Министры обороны СССР                              | Министры обороны СССР                               | Министры обороны СССР                               | Министры обороны СССР                              | Министры обороны СССР                              | Министры обороны СССР                              | Министры обороны СССР                              |
| Портрет                                            | Портрет                                            | Имя                                                 | Имя                                                 | Сроки пребывания в должности                       | Сроки пребывания в должности                       | Звание                                             | Звание                                             |
|                                                    |                                                    | Николай Александрович Булганин                      | Николай Александрович Булганин                      | 15 марта 1953 — 9 февраля 1955                     | 15 марта 1953 — 9 февраля 1955                     | Маршал Советского Союза                            | Маршал Советского Союза                            |
|                                                    |                                                    | Георгий Константинович Жуков                        | Георгий Константинович Жуков                        | 9 февраля 1955 — 26 октября 1957                   | 9 февраля 1955 — 26 октября 1957                   | Маршал Советского Союза                            | Маршал Советского Союза                            |
|                                                    |                                                    | Родион Яковлевич Малиновский                        | Родион Яковлевич Малиновский                        | 26 октября 1957 — 31 марта 1967                    | 26 октября 1957 — 31 марта 1967                    | Маршал Советского Союза                            | Маршал Советского Союза                            |
|                                                    |                                                    | Андрей Антонович Гречко                             | Андрей Антонович Гречко                             | 12 апреля 1967 — 26 апреля 1976                    | 12 апреля 1967 — 26 апреля 1976                    | Маршал Советского Союза                            | Маршал Советского Союза                            |
|                                                    |                                                    | Дмитрий Фёдорович Устинов                           | Дмитрий Фёдорович Устинов                           | 29 апреля 1976 — 20 декабря 1984                   | 29 апреля 1976 — 20 декабря 1984                   | Маршал Советского Союза                            | Маршал Советского Союза                            |
|                                                    |                                                    | Сергей Леонидович Соколов                           | Сергей Леонидович Соколов                           | 22 декабря 1984 — 30 мая 1987                      | 22 декабря 1984 — 30 мая 1987                      | Маршал Советского Союза                            | Маршал Советского Союза                            |
|                                                    |                                                    | Дмитрий Тимофеевич Язов                             | Дмитрий Тимофеевич Язов                             | 30 мая 1987 — 28 августа 1991                      | 30 мая 1987 — 28 августа 1991                      | Маршал Советского Союза                            | Маршал Советского Союза                            |
|                                                    |                                                    | Михаил Алексеевич Моисеев (исполняющий обязанности) | Михаил Алексеевич Моисеев (исполняющий обязанности) | 22 — 23 августа 1991                               | 22 — 23 августа 1991                               | Генерал армии                                      | Генерал армии                                      |
|                                                    |                                                    | Евгений Иванович Шапошников                         | Евгений Иванович Шапошников                         | 29 августа 1991 — 14 февраля 1992                  | 29 августа 1991 — 14 февраля 1992                  | Маршал авиации                                     | Маршал авиации                                     |
| Командующий Объединёнными Вооружёнными Силами СНГ  | Командующий Объединёнными Вооружёнными Силами СНГ  | Командующий Объединёнными Вооружёнными Силами СНГ   | Командующий Объединёнными Вооружёнными Силами СНГ   | Командующий Объединёнными Вооружёнными Силами СНГ  | Командующий Объединёнными Вооружёнными Силами СНГ  | Командующий Объединёнными Вооружёнными Силами СНГ  | Командующий Объединёнными Вооружёнными Силами СНГ  |
| Портрет                                            | Портрет                                            | Имя                                                 | Имя                                                 | Сроки пребывания в должности                       | Сроки пребывания в должности                       | Звание                                             | Звание                                             |
|                                                    |                                                    | Евгений Иванович Шапошников                         | Евгений Иванович Шапошников                         | 14 февраля 1992 — 24 сентября 1993                 | 14 февраля 1992 — 24 сентября 1993                 | Маршал авиации                                     | Маршал авиации                                     |
| -------------------------------------------------- | -------------------------------------------------- | --------------------------------------------------- | --------------------------------------------------- | -------------------------------------------------- | -------------------------------------------------- | -------------------------------------------------- | -------------------------------------------------- |